# Lista de membros da Royal Society eleitos em 1773
Membros da Royal Society eleitos em 1773.

## Fellows
1. Edward Bancroft (1744–1821)
2. Thomas Butterworth Bayley (1744–1802)
3. John Bethune (1724–1774)
4. Richard Blyke (died 1775)
5. Patrick Brydone (1736–1818)
6. Charles Burney (1726–1814)
7. Jeremiah Dixon (1726–1782)
8. Thomas Dummer (ca. 1740–1781), MP
9. Francis Duroure (1715–1808)
10. William Benson Earle (1740–1796)
11. William Falconer (1744–1824)
12. Heneage Finch, 4th Earl of Aylesford (1751–1812)
13. Sir Thomas Frankland, 6th Baronet (1750–1831)
14. Alexander Garden (1730–1791)
15. William Henly
16. Alexander, Baron Hume-Campbell (1750–1781)
17. John Ives (1751–1776}
18. John Coakley Lettsom (1744–1815)
19. Ashton Lever (1729–1788)
20. John Lind (1737–1781)
21. Peter Livius (1727–1795)
22. Jean-André Deluc (1727–1817)
23. Lucius Henry O'Brien (1731–1795)
24. Francis Osborne, 5th Duke of Leeds (1751–1799)
25. Jacob Preston (-1787)
26. Jean Baptiste Le Roy (1720–1800)
27. John Smith (1744–1807)
28. Jacob de Stehelin (1710–1785)
29. Watkin Williams-Wynn (1749–1789)
30. Other Windsor, 5th Earl of Plymouth (1751–1799)
31. John Yorke (1728–1801)